# Wahpeton 94A
Wahpeton 94A är ett reservat i Kanada.   Det ligger i provinsen Saskatchewan, i den centrala delen av landet, 2 300 km väster om huvudstaden Ottawa.
Trakten runt Wahpeton 94A består till största delen av jordbruksmark. Runt Wahpeton 94A är det mycket glesbefolkat, med 4 invånare per kvadratkilometer.